# Dr. Ring Ding
Richard Alexander Jung, más conocido como su nombre artístico Dr. Ring-Ding es un artista alemán de reggae, ska y dancehall .
Ring Ding comenzó bajo el nombre de Prof. Richie Senior como trombonista en el grupo alemán de ska "El Bosso Und Die Ping Pongs". Durante la Navidad de 1992 funda su propia banda "Dr. Ring Ding & The Senior Allstars" que se disolverá en octubre de 2002. Ring Ding cantaba siguiendo el estilo jamaicano del toasting, mezclando reggae y dancehall con auténticos ritmos ska.
También es conocido por sus colaboraciones en estos estilos con artistas como  Lord Tanamo y King Django, así como con The Skatalites y The Toasters.  Ganó reconocimiento con una versión del tema de Johnny Cash "Ring of Fire" que grabó con H-Blockx y cuyo sencillo llegó al número 13 de las listas alemanas.
Hoy en día es presentador en la emisora de radio WDR 5 y toca como solista en colaboraciones con bandas como Kingston Kitchen y The Sharp Axe Band. Ha vuelto a tocar con "El Bosso Und Die Ping Pongs" en conciertos por Alemania.

## Chart performance
Su canción "Doctor's Darling" llegó a su mejor posición en listas en el número 23, en mayo de 2003; a pesar de ser blanco, la canción apareció en los German black charts.

## Discografía
Como Dr Ring Ding & The Senior Allstars  :
- Dandimite (Pork Pie) 1995
- Ram Di Dance (Grover Records) 1998
- Diggin' Up Dirt (Grover Records) 2000
- Big Up (Grover Records) 2001
- Golden Gate (Grover Records) 2002

Dr. Ring-Ding & The Senior Allstars también toca en:
- Doreen Shaffer Adorable (Grover Records) 1997
- Lord Tanamo Best Place in The World (Grover Records) 2000

Dr. Ring Ding solista u otros grupos:
- Dr. Ring Ding meets H.P. Setter Big T'ings (T'Bwana) 1996
- Dub Guerilla Dub Guerilla (Enja / E19) 2005
- Kingston Kitchen Today's Special (Megalith) 2007
- Back And Forth (Jump Up Records) 2007
- Nice Again (Kingstone Records) 2007
- Dr. Ring Ding Ska-Vaganza Piping Hot (Pork Pie (CD) / Buenritmo (LP)) 2012